# مورستانه
مورستانه یک روستا در ایران است که در دهستان دستجرده واقع شده‌است. مورستانه ۲۱۰ نفر جمعیت دارد.